# منوچهر محمدی (فعال سیاسی)
منوچهر محمدی از رهبران دانشجویی درگیر در اعتراضات دانشجویی ۱۸ تیر ۱۳۷۸ بود. وی پس ازمرگ برادرش به علت اعتصاب غذا  در زندان اوین موفق شد از ایران خارج و به آمریکا سفر کند تا فعالیت‌های سیاسی خود را از این کشور ادامه دهد.

## متهم ردیف اول اعتراضات دانشجویی کوی دانشگاه تهران
در پی سرکوب جنبش دانشجویی، منوچهر محمدی به همراه برادرش اکبر محمدی و تعداد زیادی از دانشجویان دیگر در طی اعتراضات دانشجویی کوی دانشگاه تهران شبانه دستگیر شد. وزارت اطلاعات طی پنج اطلاعیه از منوچهر محمدی به عنوان متهم ردیف اول اعتراضات دانشجویی یاد کرد و با نمایش فیلمی که از تلویزیون جمهوری اسلامی پخش شد وی را مسئول و متهم ردیف اول حوادث کوی دانشگاه تهران معرفی کرد.
نهایتاً منوچهر محمدی به همراه برادرش اکبر محمدی و تعداد زیادی از دانشجویان در دادگاه انقلاب تهران به اعدام محکوم شد، اما پس از چندی حکم او به ۱۵ سال حبس تقلیل یافت.

## خروج از ایران
پس از قتل مشکوک اکبر محمدی در زندان اوین، منوچهر از فرصت مرخصی از زندان برای حضور در مراسم خاکسپاری برادرش اکبر محمدی که او هم یکی از متهمان حضور در ناآرامی‌های دانشجویی ۱۸ تیر بود، از ایران خارج و به کردستان عراق سفر کرد. وی از کردستان عراق به ترکیه رفت تا روادید سفر خود به آمریکا را از سفارت این کشور در آنکارا دریافت کند. اما پلیس ترکیه وی را به خاطر حضور غیرقانونی در این کشور به مدت ۱۱ روز بازداشت می‌کند و سپس به عراق بازمی‌گرداند. او پس از بازگشت به عراق، با کمک سفارت آمریکا در این کشور مستقیماً به آلمان منتقل شده و از آنجا به آمریکا منتقل شد.

## شکایت از سران جمهوری اسلامی در دادگاه بین‌المللی لاهه
وی پس از رسیدن به آمریکا، طی یک کنفرانس مطبوعاتی که در نشنال پرس کلاب شهر واشنگتن برگزار شد، برای اولین بار اعلام کرد که طی شکایتی از سران جمهوری اسلامی در دادگاه بین‌المللی رسیدگی به جنایات ضد حقوق بشر از تمامی سران و مسئولان جمهوری اسلامی شکایت خواهد کرد. 